# علف بره نی مانند
علف بره نی مانند (نام علمی: Festuca arundinacea) نام یک گونه از سرده علف بره است.